# ISO 31
ISO 31 (Größen und Einheiten, engl. Quantities and Units) erschien 1992 und war eine internationale Norm der Internationalen Organisation für Normung (ISO). Sie ist zurückgezogen und durch die Normenreihe ISO 80000 ersetzt worden. Sie war neben der DIN 1319 eine der grundlegenden Normen des Messwesens. Geregelt wurden physikalische Größen, deren Maßeinheiten und Notation, Schreibweise von Zahlen, Formeln und Formelzeichen sowie kohärente Einheitensysteme (insbesondere die SI-Einheiten).
Die meisten Teile der Nachfolgenorm liegen in Deutschland als DIN EN ISO 80000-x in einer Fassung von August 2013 vor.
| Teilnorm  | Regelungsbereich                                                                                                   |
| --------- | --- |
| ISO 31-0  | Grundprinzipien (General principles)                                                                               |
| ISO 31-1  | Raum und Zeit (Space and time)                                                                                     |
| ISO 31-2  | Periodizität und verwandte Phänomene (Periodic and related phenomena)                                              |
| ISO 31-3  | Mechanik (Mechanics)                                                                                               |
| ISO 31-4  | Wärme (Heat) |
| ISO 31-5  | Elektrizität und Magnetismus (Electricity and magnetism)                                                           |
| ISO 31-6  | Licht und verwandte elektromagnetische Strahlung (Light and related electromagnetic radiations)                    |
| ISO 31-7  | Akustik (Acoustics)                                                                                                |
| ISO 31-8  | Physikalische Chemie und Molekularphysik (Physical chemistry and molecular physics)                                |
| ISO 31-9  | Atomphysik und Kernphysik (Atomic and nuclear physics)                                                             |
| ISO 31-10 | Kernreaktionen und ionisierende Strahlungen (Nuclear reactions and ionizing radiations)                            |
| ISO 31-11 | Mathematische Zeichen und Symbole (Mathematical signs and symbols for use in the physical sciences and technology) |
| ISO 31-12 | Kennzahlen (Characteristic numbers)                                                                                |
| ISO 31-13 | Festkörperphysik (Solid state physics)                                                                             |